# 查尔斯顿县
查尔斯顿县（英語：Charleston County）是美国南卡罗来纳州的一个县，县治查尔斯顿。根据美国人口普查局2020年统计，共有人口40萬8,235人；人口比例白人約占61.92%、非裔占34.49%、亞裔占1.12%。

## 外部連結
- OpenStreetMap上有關查尔斯顿县的地理
- Charleston County Official Website （页面存档备份，存于）
- Charleston County history and images